# Trophée Steinfeld
Le trophée Steinfeld (en anglais : Steinfeld Trophy)  est le trophée accordé aux vainqueurs du championnat « New Balance » de la Major League Lacrosse. La coupe est nommée d'après le fondateur de la MLL, Jake Steinfeld. Depuis la création de la ligue, la Coupe Steinfeld se joue dans un stade neutre.

## Palmarès
| Année | Champion                | Score      | Finaliste              | Terrain                            | Ville      | MVP                          |
| ----- | ----------------------- | ---------- | ---------------------- | ---------------------------------- | ---------- | ---------------------------- |
| 2001  | Lizards de Long Island  | 15-11      | Bayhawks de Baltimore  | Kennedy Stadium                    | Bridgeport | Paul Gait (Long Island)      |
| 2002  | Bayhawks de Baltimore   | 21-13      | Lizards de Long Island | Columbus Crew Stadium              | Columbus   | Mark Millon (Baltimore)      |
| 2003  | Lizards de Long Island  | 15-14 a.p. | Bayhawks de Baltimore  | Villanova Stadium                  | Villanova  | Kevin Lowe (Long Island)     |
| 2004  | Barrage de Philadelphie | 13-11      | Cannons de Boston      | Nickerson Field                    | Boston     | Greg Cattrano (Philadelphie) |
| 2005  | Bayhawks de Baltimore   | 15-9       | Lizards de Long Island | Nickerson Field                    | Boston     | Gary Gait (Baltimore)        |
| 2006  | Barrage de Philadelphie | 23-12      | Outlaws de Denver      | Home Depot Center                  | Carson     | Roy Colsey (Philadelphie)    |
| 2007  | Barrage de Philadelphie | 16-13      | Riptide de Los Angeles | PAETEC Park                        | Rochester  | Matt Striebel (Philadelphie) |
| 2008  | Rattlers de Rochester   | 16-6       | Outlaws de Denver      | Harvard Stadium                    | Boston     | Joe Walters (Rochester)      |
| 2009  | Nationals de Toronto    | 10-9       | Outlaws de Denver      | Navy-Marine Corps Memorial Stadium | Anapolis   | Merrick Thomson (Toronto)    |
| 2010  | Bayhawks de Chesapeake  | 13-9       | Lizards de Long Island | Navy-Marine Corps Memorial Stadium | Anapolis   | Kyle Hartzell (Chesapeake)   |
| 2011  | Cannons de Boston       | 10-9       | Nationals de Hamilton  | Navy-Marine Corps Memorial Stadium | Anapolis   | Jordan Burke (Boston)        |
| 2012  | Bayhawks de Chesapeake  | 16-6       | Outlaws de Denver      | Harvard Stadium                    | Anapolis   | Ben Rubeor (Chesapeake)      |
| 2013  | Bayhawks de Chesapeake  | 10-9       | Hounds de Charlotte    | PPL Park                           | Chester    | John Grant, Jr (Chesapeake)  |
| 2014  | Outlaws de Denver       | 10-9       | Rattlers de Rochester  | Fifth Third Bank Stadium           | Kennesaw   | John Grant, Jr (Denver)      |
| 2015  | Lizards de New York     | 15-12      | Rattlers de Rochester  | Fifth Third Bank Stadium           | Kennesaw   | Paul Rabil (New York)        |
| 2016  | Outlaws de Denver       | 19-18      | Machine de l'Ohio      | Fifth Third Bank Stadium           | Kennesaw   | Eric Law (Denver)            |
| 2017  | Machine de l'Ohio       | 17-12      | Outlaws de Denver      | The Ford Center at The Star        | Frisco     | Marcus Holman (Ohio)         |
| 2018  | Outlaws de Denver       | 16-12      | Rattlers de Dallas     | MUSC Health Stadium                | Charleston | Matt Kavanagh                |
| 2019  | Bayhawks de Chesapeake  | 10-9       | Outlaws de Denver      | MUSC Health Stadium                | Denver     | Steele Stanwick              |
| 2020  | Cannons de Boston       | 13-10      | Outlaws de Denver      | Navy-Marine Corps Memorial Stadium | Annapolis  | Non-décerné                  |

### Bilan
| Équipe                  | Champion | Finaliste |
| ----------------------- | -------- | --------- |
| Bayhawks de Chesapeake  | 6        | 2         |
| Lizards de New York     | 3        | 3         |
| Barrage de Philadelphie | 3        | 0         |
| Outlaws de Denver       | 3        | 7         |
| Cannons de Boston       | 2        | 1         |
| Rattlers de Dallas      | 1        | 3         |
| Machine de l'Ohio       | 1        | 1         |
| Nationals de Hamilton   | 1        | 1         |
| Hounds de Charlotte     | 0        | 1         |
| Riptide de Los Angeles  | 0        | 1         |